# 비젠이치노미야역
비젠이치노미야역(일본어: 備前一宮駅)은 일본 오카야마현 오카야마시 기타구에 위치한 서일본 여객철도 기비 선의 철도역이다. 단선 승강장 1면 1선의 구조를 갖춘 지상역이다.

## 이용 현황
| 승차 인원 추이 | 승차 인원 추이 |
| 연도           | 1일 평균       |
| -------------- | -------------- |
| 1999           | 925            |
| 2000           | 929            |
| 2001           | 937            |
| 2002           | 922            |
| 2003           | 966            |
| 2004           | 661            |
| 2005           | 652            |
| 2006           | 638            |
| 2007           | 801            |
| 2008           | 825            |
| 2009           | 820            |
| 2010           | 830            |
| 2011           | 821            |
| 2012           | 817            |
| 2013           | 842            |
| 2014           | 875            |

## 역 주변
- 국도 제180호선

## 역사
- 1904년 11월 15일 : 주고쿠 철도 기비 선 개업과 동시에 이치노미야역으로서 개업.
- 시기 불명 : 이치노미야역으로 개칭.
- 1916년 2월 1일 : 비젠이치노미야역으로 개칭.
- 1944년 6월 1일 : 주고쿠 철도의 철도 부문이 국유화되어, 국유철도 기비 선의 역이 된다.
- 1971년 11월 1일 : 무인역화.
- 1987년 4월 1일 : 일본국유철도 분할 민영화에 의해, 동일본 여객철도가 승계.
- 1989년 3월 : 간이위탁역에서 업무위탁역으로 승격.
- 2004년 4월 1일 : 업무위탁역으로부터 무인화.
- 2007년
  - 4월 1일 : 인접의 이치노미야 에키마에 자전거 주거장이 유로화.
  - 7월 21일 : ICOCA 대응의 간이형 자동 개찰기 설치.
- 2008년
  - 10월 하순 : 초대의 목조 역사 해체.
  - 12월 : 2대째 역사 사용 개시.

## 인접 역
| 서일본 여객철도 기비 선 | 서일본 여객철도 기비 선 | 서일본 여객철도 기비 선 |
| ----------------------- | ----------------------- | ----------------------- |
| 다이안지 오카야마 방면  | ■ 기비 선               | 기비쓰 소자 방면        |